# 托馬什·紹切克
托馬什·紹切克（發音：[ˈtomaːʃ ˈsoutʃɛk]；1995年2月27日—）是捷克的一位足球運動員，場上司职中場，現在效力於英超球隊西汉姆联，亦是捷克國家足球隊成員之一。

## 生平
他曾效力布拉格斯巴達等球隊，也代表过捷克U21國家隊參賽，曾參加了2017年歐洲U21足球錦標賽。
紹切克10歲即加入布拉格斯拉维亚青年队，成年后曾面试两家二级俱乐部Frýdek-Místek和Vlašim试训，但均未入选。薛斯高夫足球俱乐部的教练Jindřich Trpišovský在看过索塞克比赛后，原本对他的能力并不满意，但后来被说服，以零费用的方式将他租给了该俱乐部。
2020年1月29日，紹切克以租用合約的方式加盟英超球队西汉姆联，2019-20赛季结束后可选择在夏季永久转会。

## 技术特点
紹切克是一名非常活跃的全能型中场球员，1.92米的魁梧身躯和超强身体素质，使得他攻防均可胜任。此外，由于他具有极强的定点球技巧，著名教练若泽·穆里尼奥认为他的水平可以媲美比利时球员马鲁万·费莱尼。

## 榮譽

### 球會
布拉格斯拉維亞
- 捷克足球甲级联赛冠軍：2016–17、2018–19賽季
- 捷克盃冠軍：2017–18、2018–19賽季

韋斯咸
- 歐協聯冠軍 : 2022-23[3]

### 個人
- 捷克足球先生：2019年
- 捷克金球獎：2020年[4]
- 西汉姆联年度最佳球員：2020–21賽季

## 外部連結
- Tomáš Souček （页面存档备份，存于） international statistics
- 托馬什·紹切克 – Fotbal DNES网站上的捷克足球甲级联赛统计数据 （捷克語）
- Soccerway資料庫：托馬什·紹切克